# Giuseppe Maria Vaccari
Giuseppe Maria Vaccari (o Vaccario; Arona, 14 ottobre 1704 – Vercelli, 6 gennaio 1766) è stato un organista e compositore italiano.

## Biografia
In un Elogio in suo onore stampato poco tempo dopo la sua morte, scritto forse da Carlo Luigi Buronzo del Signore, si apprende che avrebbe imparato a suonare il violino cercando di emulare il fratello maggiore. Desideroso poi di passare al clavicembalo, si costruì una tastiera muta per esercitare le mani e le dita.
I genitori si resero quindi conto del suo talento e lo inviarono a Novara a studiare, dove conobbe un canonico della Basilica di San Gaudenzio che apprezzò la sua arte a tal punto che gli impartì lezione per circa due anni. Sempre secondo l'Elogio, il vescovo di Novara Giberto IV Borromeo volle inviare Vaccari a Bologna quando aveva appena 15 anni, dove avrebbe soggiornato per due anni. Qui si fece notare per la grande capacità nell’improvvisazione all’organo e nella lettura a prima vista. Nonostante l'Elogio collochi in questi anni la nomina ad Accademico Filarmonico di Bologna, tale riconoscimento gli fu conferito solo nel 1744 in qualità di “suonatore” e “compositore”
Ancora l'Elogio ci informa che Giberto Borromeo lo raccomandò al vescovo di Vercelli Carlo Vincenzo Maria Ferreri a Vercelli - in carica dal 1729 - in occasione della morte di un maestro di cappella della cattedrale di Sant’Eusebio: Ferreri aveva però già promesso il posto ad altro musicista e riservò a Vaccari un beneficio, nell’attesa di entrare in servizio come organista nel febbraio 1740, incarico che mantenne fino alla morte.
Le fonti antiche parlano della sua stupefacente capacità di improvvisare fughe a quattro voci, di suonare abilmente la pedaliera dell’organo (cosa non comune nell’Italia settentrionale di quell’epoca) ed ancora di riuscire a suonare a memoria composizioni di cui aveva effettuato una semplice lettura a distanza di tempo.
Sono inoltre documentate alcune sue esibizioni fuori di Vercelli, quali quelle delle festività negli anni 1751 e 1752 all’organo della Cattedrale di Santa Maria Assunta di Asti.
Nonostante i suoi contemporanei siano rimasti impressionati dalla sua abilità come organista, non risulta che siano conservate composizioni di Vaccari per questo strumento. Le sue composizioni di carattere sacro sono conservate perlopiù presso l’Archivio Capitolare della Cattedrale di Vercelli: tra di esse si segnalano le Lamentazioni per la Settimana Santa.

## Composizioni
Giuseppe Maria Vaccari non va confuso con un Giuseppe Vaccari violinista bolognese, autore di una Sonata “à Due flauti traversi / e / Basso / Del Sig.r Giuseppe Vaccari da Bologna” (Allegro-Andante-Allegro) in sol magg. Occorre stabilire a quale Giuseppe Vaccari ricondurre le seguenti composizioni che vanno sotto tale nome: Sonata “a due flauti traversi e / Basso” in re magg. (Allegro-Adagio-Allegro; Archivio Capitolare, Cividale del Friuli); Trio "a due flauti traversieri / col basso" in sol magg. (Allegro-Andante-Allegro; Biblioteca Privata Federico Ricardi di Netro, Udine, ms. 94); Duetto per 2 vl. in si bem. magg. (Allegro- Minuetto; Biblioteca del Conservatorio di Milano, Fondo Noseda, P.38.18: all'interno della raccolta è il nono, siglato “V.D.”); Sonata per vl. e b. in la magg. (Biblioteca del Conservatorio di Genova, N.1.7.3.Sc.39); Sinfonia a quattro per 2vl., vla. e b. in re magg. (Biblioteca del Conservatorio di Genova, SS.B.1.10.H.8); Concertino del Signor Giuseppe Vacari a 4° Stromenti per 2 vl., vla. e b. (Andante-Adagio-Allegro; Bibliothèque du Conservatoire de Paris, Fonds Blancheton 248); oppure il brano dall’attribuzione contesa (Giuseppe Vaccari oppure Giovanni Battista Sammartini) Sonata per 2 vl. e b., Universitetbibliotheket di Lund e Musikbibliotheket di Stoccolma. Un “Vaccaio, G.” risulta autore di una musica conservata manoscritta presso la Biblioteca Civica di Civitanova Marche. Né tantomeno Giuseppe Maria Vaccari va confuso con un Francesco Vaccari autore di sonate per violino e basso manoscritto presso la Biblioteca dell'Opera Pia Greggiati di Ostiglia.
- Musica sacra (ove non specificato si intende presso l'Archivio Capitolare della Cattedrale di Vercelli):
- Angelus Domini per 4V(SATB) “per la Festa della B. V. di Loreto”;
- Antifone per 4V(SATB) “per i Vespri di Sant'Eusebio”;
- Ave Regina Coelorum per 4V(SATB);
- Credo per 4V(SATB) e orch.;
- Credo per 4V(SATB), trombe e orch.;
- Fortem virili pectore, inno per la festa di S. Anna, per 4V(SATB);
- Graduale e Offertorio per la Festa dei Sette Dolori della Beata Vergine (1737), per 4V(SATB);
- Ingrediente Domino per 3S e orch.;
- Iste Confessor per 4V(SATB);
- Lamentazioni per la Settimana Santa (ciclo completo delle tre lezioni per ciascuna delle festività del Giovedì, del Venerdì e del Sabato Santi) per soli e b. (molto probabilmente a questo ciclo va ricondotta la Lezione Terza del Venerdì Santo per S, A e orch. di Vaccari contenuta in una raccolta di Lamentazioni di Vaccari e Giovanni Domenico Perotti conservate presso il Fondo musicale della Cappella Regia Sabauda presso la sezione storica dell’Archivio Arcivescovile di Torino);
- Homo natus de muliere, lezione “per una professione di monache” per C e str.;
- Magnificat per 4V(SATB) “sesto tuono”;
- Messa a 4V(SATB);
- Messa “in festo septem dolorum B[eatae] M[ariae] V[irginis]” per 4V(SATB);
- Messa da morto concertata con stromenti per 4V(SATB) e orch.;
- O sacrum convivium, antifona per 4V(SATB) con vl. ad libitum;
- Os iusti meditabitur, introito per un Confessore non Pontefice per 4V(SATB);
- Pange lingua per 4V(SATB) e archi; Salve Regina per 4V(SATB);
- Sequenza per il Graduale per la Festa della Beata Vergine Addolorata per 4V(SATB);
- Stabat Mater per 4V(SATB);
- Stabat Mater per 4V(SATB) e org.;
- Tantum ergo per B e str.;
- Tantum ergo per 4V(SATB), orch. e org. obbl.;
- Tui sunt coeli, offertorio per 4S;
- Vexilla Regis prodeunt per 4V(SATB) con cor. da caccia e vlc. obbligati;
- Vexilla Regis prodeunt per 4V(SATB) “per la festa del Venerdì Santo 1752”;
- O sacrum convivium (1744), antifona per 4V(SATB) e bc. (Museo e Biblioteca della Musica; Biblioteca dell'Accademia Filarmonica, Bologna, brano composto per l'ingresso in Accademia).